# Príncipe Koreyasu

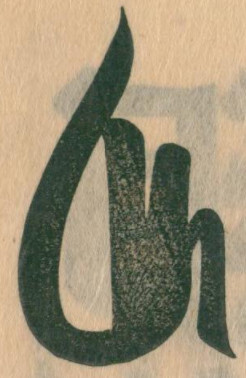
Firma original del Príncipe Koreyasu

El Príncipe Koreyasu (惟康親王 Koreyasu Shinnō?, 26 de mayo de 1264 - 25 de noviembre de 1326) fue el séptimo shōgun del shogunato Kamakura de Japón; gobernó entre 1266 hasta 1289.
Fue hijo del sexto shogun, el Príncipe Munetaka y estaba controlado por los regentes del clan Hōjō. Asumió el trono a los 2 años, cuando su padre fue depuesto y gobernó hasta los 25 años cuando también el clan Hōjō lo depuso al ser "muy mayor" para ser un gobernador títere.